# 4517 Ralpharvey
4517 Ralpharvey è un asteroide della fascia principale. Scoperto nel 1975, presenta un'orbita caratterizzata da un semiasse maggiore pari a 2,1573253 UA e da un'eccentricità di 0,1744127, inclinata di 4,19609° rispetto all'eclittica.